# Die Vier Evangelisten des Münnerstädter Altars
Die Vier Evangelisten des Münnerstädter Altars sind vier Lindenholzskulpturen von Tilman Riemenschneider. Als Predellafiguren waren sie Teil des Münnerstädter Hochaltars. Dieser ist das erste Werk, das für seine Werkstatt urkundlich in den Jahren 1490 bis 1492 belegt werden kann. Die Figuren sind heute in der Skulpturensammlung und Museum für Byzantinische Kunst der Staatlichen Museen zu Berlin und im Bode-Museum ausgestellt. Kopien der Figuren wurden von Lothar Bühner angefertigt und befinden sich seit 1981 am ursprünglichen Standort in der Kirche St. Maria Magdalena in Münnerstadt.

## Beschreibung
Die Figuren sind aus dem Holz der Sommerlinde geschnitzt, dem Material, das Riemenschneider am häufigsten verwendete und charakteristisch ist für die Skulpturenproduktion in Süddeutschland der Zeit um 1500. Die Figuren sind zwischen 72,5 und 77,5 cm groß. Sie sind nicht als Vollfiguren ausgeführt, sondern für eine mehr oder weniger frontale Ansicht ausgelegt. Die Figurenrückseiten sind nicht ausgestaltet.
Die Figuren stellen die vier Evangelisten, Matthäus, Markus, Lukas und Johannes, dar und folgen dem, seit der Antike bekannten Typ des sogenannten Autorenbildes, das im Mittelalter vor allem durch die Buchmalerei tradiert wurde. In einfache Gewänder gekleidet, sitzen sie lesend oder schreibend, am häufigsten, wie hier, an einem Lesepult.
Um die Evangelistenfiguren eindeutig kenntlich zu machen, sind sie weiter typisiert und mit ihren Attributen bzw. Symbolen ausgestattet (siehe Ikonographie weiter unten). Im Mittelalter glaubte man, dass die Evangelisten Matthäus und Johannes auch die gleichnamigen Apostel wären. Deswegen zeigt Riemenschneider sie in antiken Gewändern. Matthäus und Johannes sind typischerweise Greise mit langem, weißem Bart, um sie als Apostel zu charakterisieren. Lukas und Markus hingegen werden jünger dargestellt und damit als Schüler der Apostel Petrus und Paulus kenntlich gemacht. Die vier Evangelisten „…[gelten] als Apostel bzw. Apostelschüler und damit als bes[ondere] Gewährsleute für die im Neuen Testament geschilderten Vorgänge.“ Die Darstellung als ihre Beobachtungen niederschreibende Zeugen bekräftigt also den Wahrheitsgehalt des Neuen Testaments und damit aller anderen gezeigten Szenen des Altarretabels.

### Matthäus

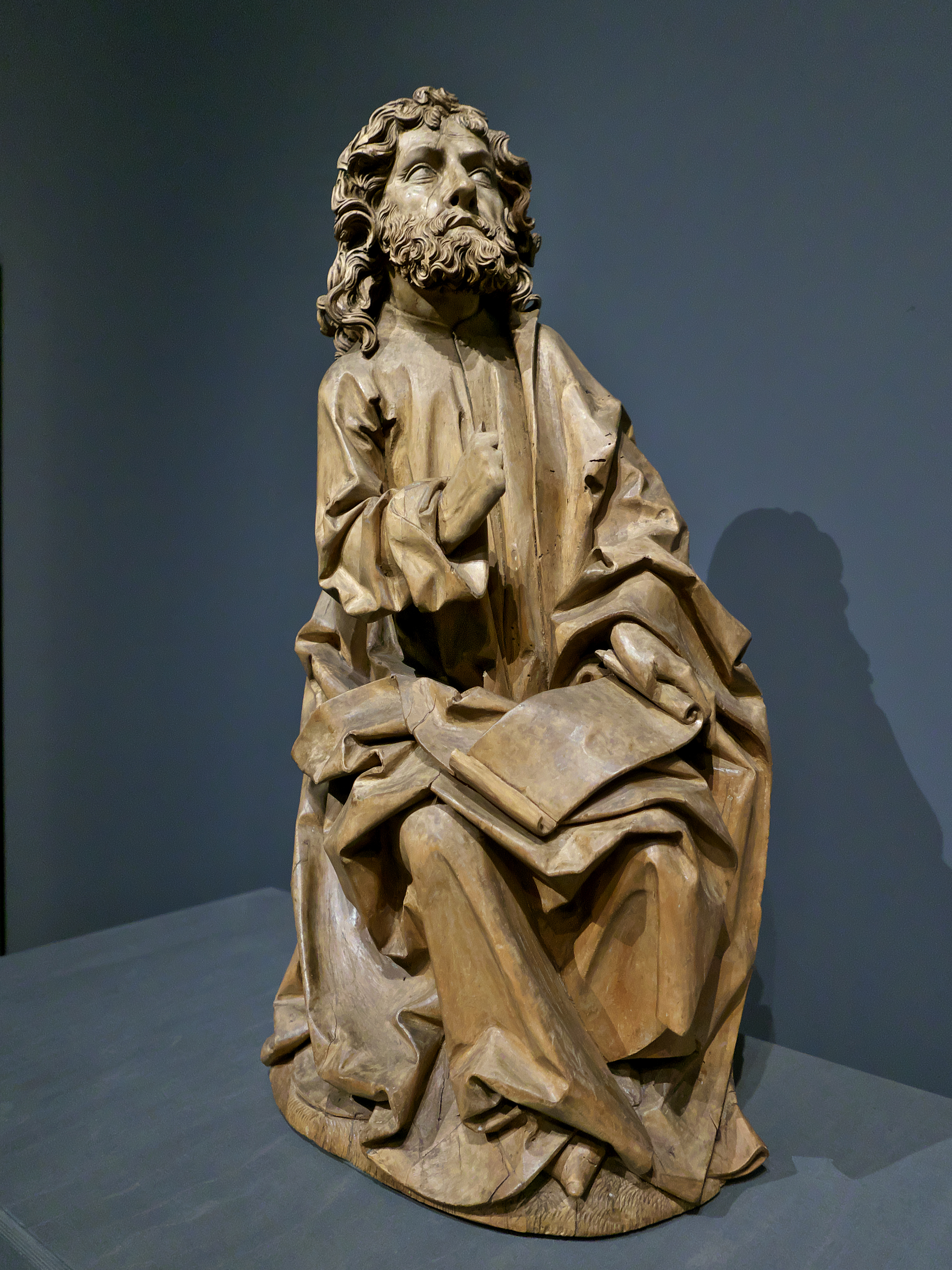
Matthäus

Matthäus trägt als einziger einen Bart und wie alle Evangelisten lockiges Haar, ein typisches Merkmal bei Riemenschneider-Figuren. Er ist im Dreiviertel-Profil nach rechts gewendet. Sein Blick geht nach rechts oben. Mit seiner linken Hand hält er eine auf seinem Schoß liegende ausgebreitete Schriftrolle. Der rechte Arm steht nahezu im rechten Winkel und die Schriftrolle lässt vermuten, dass er in der beschädigten Hand vermutlich eine Schreibfeder hielt. (Die Hand wurde teilweise rekonstruiert.) Der Blick nach oben deutet auf die göttliche Inspiration hin, die sich in einem, ebenso verlorenen, Engel, ausdrückte. Er ist in ein antikes Gewand gekleidet, das ihn als Apostel und Zeitzeugen von Jesus ausweist und ihn vollkommen einhüllt. Auch seine Füße werden von dem Gewand nahezu komplett verdeckt, nur die Spitze eines Fußes steht unter einer großen Falte hervor und lässt erkennen, dass er nicht barfuß ist wie Johannes. Er sitzt auf einer Steinkonstruktion, die an ein Postament erinnert. Wie alle vier Figuren hat auch diese einen Sockel, der durch regelmäßige Einkerbungen eine Grasfläche darstellen soll.

### Markus

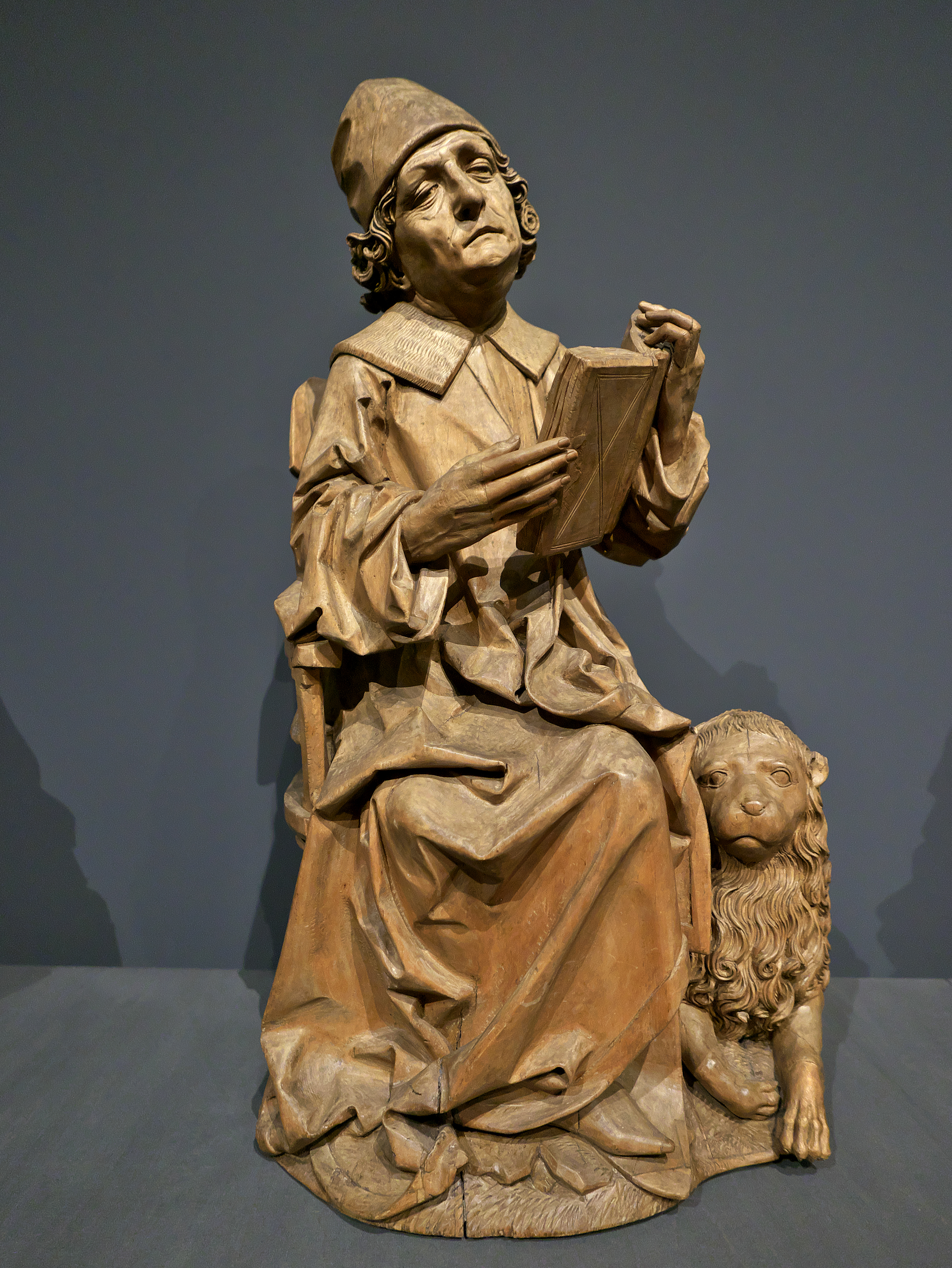
Markus

Der Evangelist Markus trägt eine Kappe und ein mittelalterliches Gewand. Damit wird er als Gelehrter dargestellt. Aus der Kappe ragen seine kurzen lockigen Haare heraus. Obwohl er bartlos dargestellt ist, wirkt er von allen Figuren am ältesten. Er hat ein rundes Gesicht mit einigen Falten, welches leicht nach links in Richtung Matthäus geneigt ist. Diese Neigung folgt der allgemeinen Ikonographie der Evangelisten:

„Die Evangelisten werden … mit einer leichten Neigung des Hauptes – bezogen auf die durch das Gehör vermittelte Inspiration – dargestellt.“

Markus’ Mund ist leicht geöffnet, sodass er den Blick auf seine Zähne freigibt. Er sitzt in einem Holzstuhl mit Lehne, ebenfalls nach rechts gewandt. Entsprechend seiner zeitgenössischen Kleidung hält er ein Buch und keine Schriftrolle wie Matthäus. Auch das Fehlen einer Feder zeigt, dass sein Text fertig ist und er ihn in Gedanken nur noch ein letztes Mal prüft. Seine Hände, die das Buch halten, sind sehr groß, vor allem im Vergleich zu seinen kurzen Armen. Bei den Fingern der rechten Hand wird deutlich, dass bei einer späteren Ergänzung versucht wurde diese Überproportionierung auszugleichen. Einen Hinweis darauf geben Abdrücke der ursprünglich längeren Finger auf dem Buchrücken. Auch Markus’ Gewand liegt in starken, unregelmäßigen Falten, die ebenso die Sicht auf die Spitze einer seiner Schuhe zulassen. Rechts neben ihm liegt auf dem Rasenboden sein Symboltier, der Löwe. Dieser hat seine rechte Vorderpfote angewinkelt, während die linke ausgestreckt ist. Er hat welliges, gelocktes Haar und sieht Markus weder an, noch interagiert er mit ihm.

### Lukas

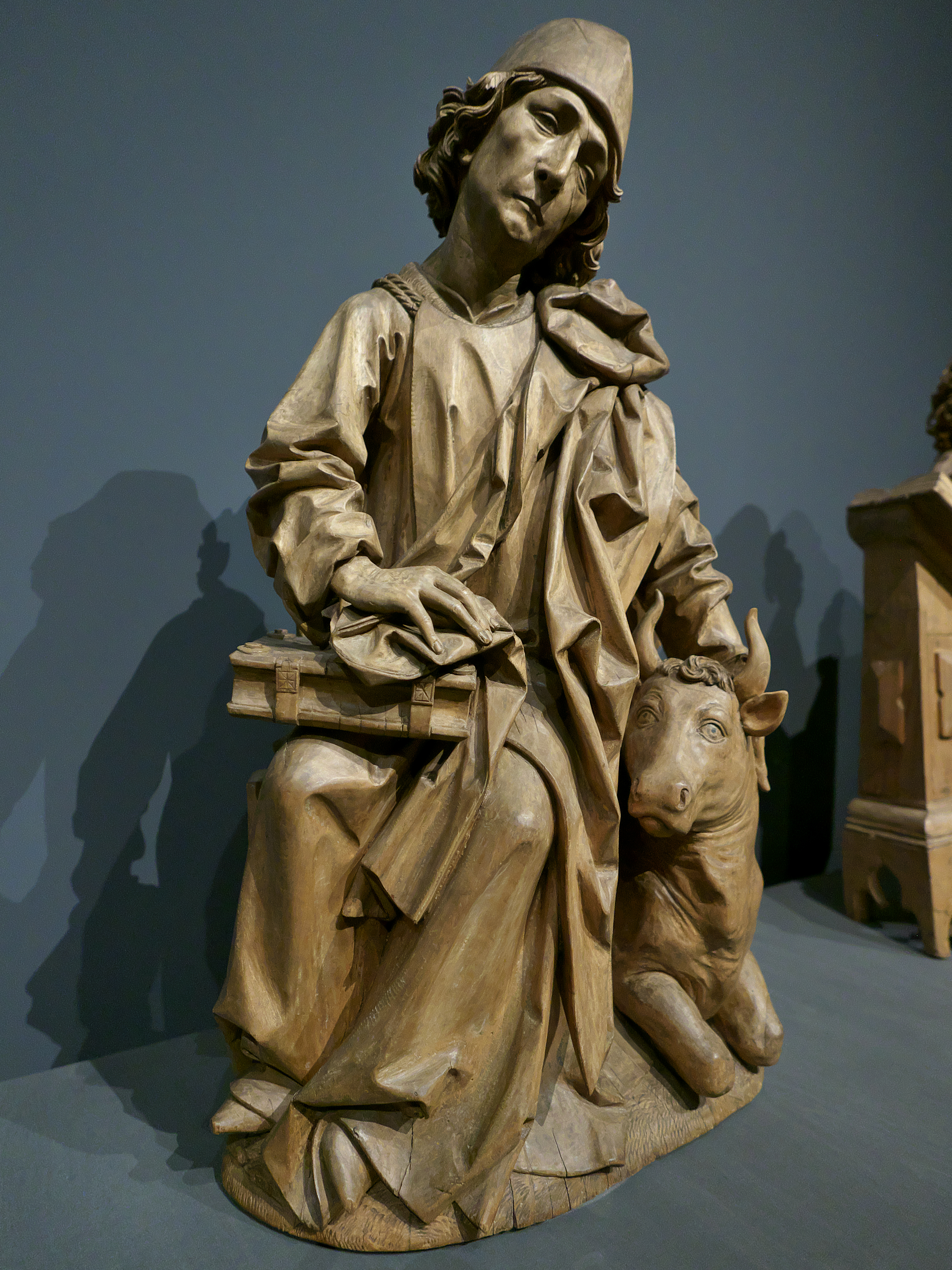
Lukas

Lukas scheint mit dem Schreiben seines Textes ebenfalls fertig zu sein und denkt innerlich bewegt über das Geschriebene nach. Trotz seiner herausragenden Rolle, die Lukas für die Christenheit spielt, deutet MacGregor seine Unruhe als Schwäche, die seine Menschlichkeit zeigen soll. Er trägt ähnliche zeitgenössische, bürgerliche Kleidung wie Markus, dennoch unterscheidet sich diese in Details. Er hat eine Kappe und ein Gewand mit ausgearbeitetem Pelzkragen sowie einen Mantel, der auf seiner linken Schulter liegt, und von dort aus über seinen Schoß und seinen linken Oberschenkel zu Boden fließt. Auch hier schaut lediglich eine Schuhspitze heraus. Parallel zum fallenden Mantel ist sein Kopf nach rechts, zu dem neben ihm aufrecht liegenden Stier, geneigt. Lukas schaut ihn an und seine linke Hand ruht auf dessen Hals. Seine rechte Hand umfasst einem Zipfel des Mantels und  liegt auf dem verschlossenen Buch. Der Foliant hat einen reichlich verzierten Einband und wird von zwei Lederschnallen geschlossen gehalten. Lukas’ nach unten gerichteter Blick und sein Gesicht waren in der Nische der Predella teilweise verschattet, da das Licht am Originalstandort hauptsächlich von rechts oben kam. Die Gestaltung der Gewandfalten sorgt für eigene Licht- und Schattenkontraste.

### Johannes

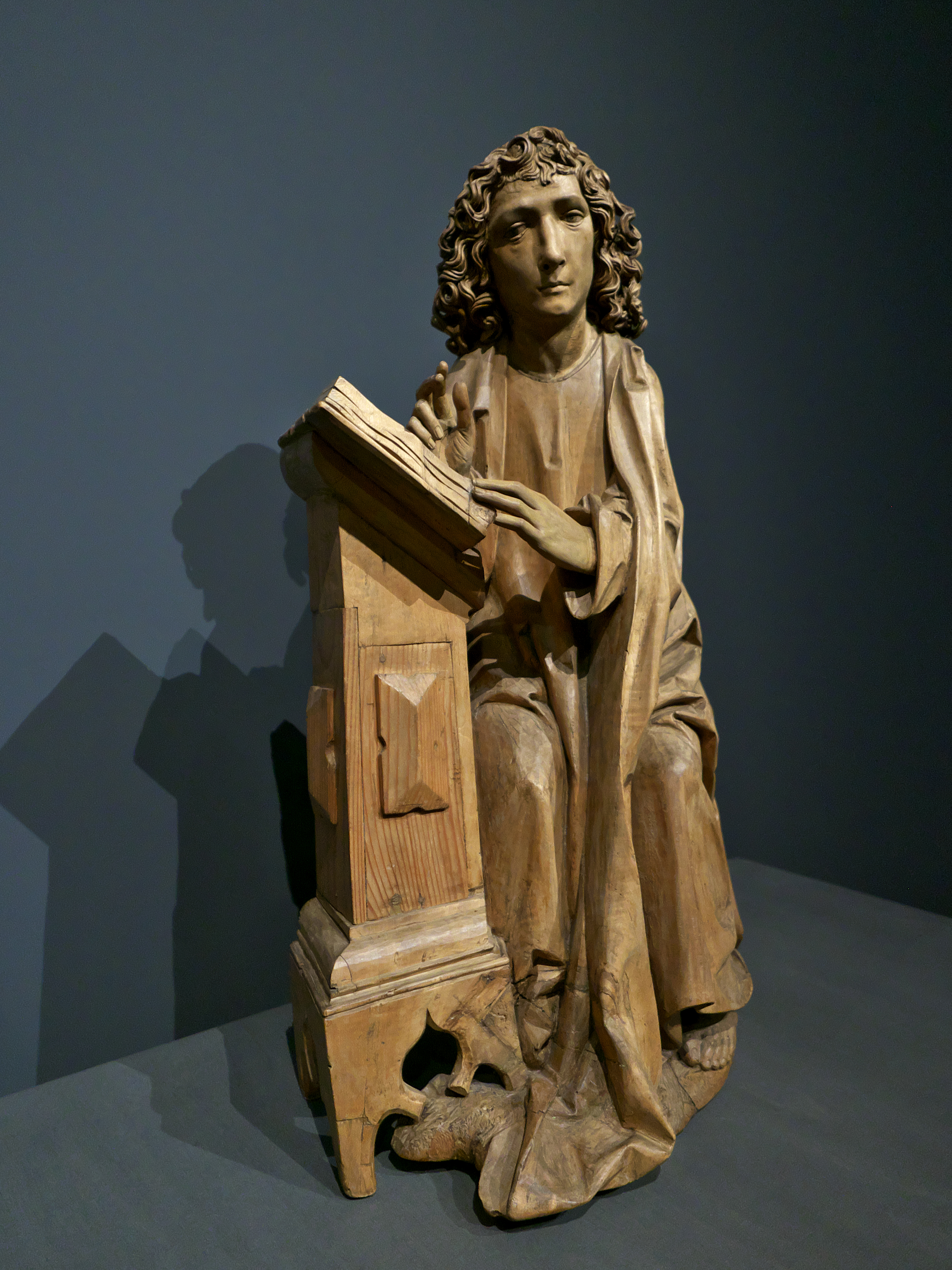
Johannes

Der Evangelist Johannes trägt langes, lockiges Haar, das bis zu seinen Schultern reicht. Er sieht von allen Evangelisten am jüngsten aus. Sein Gesicht liegt, anders als bei den restlichen drei Figuren, nicht in Falten und ist ebenfalls bartlos. Dies ist nicht ungewöhnlich, da er wie Matthäus in ein antikes Gewand gekleidet ist, was zeigt, dass er mit dem Apostel Johannes, welcher der jüngste Apostel war, gleichgesetzt wurde. Im Westen Europas gab es eine Zeit lang Tendenzen alle Evangelisten jugendlich und bartlos darzustellen. Teilweise wurde nur Johannes bärtig dargestellt. Im späten Mittelalter, also in Riemenschneiders Lebenszeit, wird Johannes allerdings nur noch jugendlich dargestellt. Er sitzt auf einer Holzbank, die im rechten Winkel zu einem Lesepult steht. Auf dem Pult liegt ein offenes Buch, aus dem er gerade vorträgt oder liest. Während seine linke Hand auf dem linken Buchrand liegt, ist die rechte in einer argumentativen Geste leicht über dem Buch erhoben. Daumen, Zeigefinger und Mittelfinger der rechten Hand sind abgespreizt und bilden ein universales Zeichen: den Redegestus. Die drei erhobenen Finger sind ergänzt worden. Auch die leichte Abwendung vom Buch spricht dafür, dass er hier als Lehrer abgebildet ist. Man kann sich gut vorstellen, wie er sich gerade seinen Schülern, an dessen Stelle wir als Betrachter, bzw. im sakralen Kontext als Besucher der Heiligen Messe stehen, zugewandt und den Text erklärt. Eine weitere Erklärung für die Sitzposition bietet die Theorie des vermutlich verloren gegangenen Attributs des Adlers. Sein Adler könnte knapp über dem Pult angebracht gewesen sein und wäre dann von Johannes direkt angesehen worden. Auffällig bei Johannes ist nicht nur seine Jugend, sondern auch, dass er als einziger keine Schuhe trägt. Der Evangelist Johannes taucht ein weiteres Mal im Altarensemble auf: über dem Mittelteil im Gesprenge rechts, als stehende Figur. Auch wenn es starke Ähnlichkeiten gibt, ist zu erkennen, dass die Kopfform sowie das Haupthaar etwas anders gestaltet sind. Dies lässt darauf schließen, dass die beiden Figuren nicht vom gleichen Künstler angefertigt wurden.

## Besonderheiten der Darstellung
Die Evangelisten unterscheiden sich in vielen Darstellungen kaum oder nur durch ihre Attribute. Nicht so in Riemenschneiders Version: Hier ist der individuelle Charakter der Figuren sichtbar. Die Evangelisten werden in Momenten der Erleuchtung durch Gottes Wort dargestellt, während sie doch gleichzeitig als Menschen gezeigt werden.

„So sehr sich jeder Evangelist von den anderen unterscheidet, so fest sind sie miteinander verbunden.“

Riemenschneider stellt mit den Evangelisten nicht diese allein als Individuen dar, vielmehr zeigt er „das Erleben des göttlichen Wortes“ selbst. Solch eine nicht statuarische, sondern psychisch wie körperlich aktive Darstellung war ungewohnt. Statt die Evangelisten wie üblich sitzend an einem Pult, lesend oder schreibend als unnahbare Autoritäten darzustellen, ermöglicht Riemenschneider Empathie. Matthäus wird im Moment der Inspiration während des Schreibens dargestellt. Markus blickt während der Lektüre auf. Lukas hingegen wird nachdenklich gezeigt. Seine Betrübnis gilt Jesus Opfertod, über den er berichtet, weshalb seit dem 11. Jahrhundert Lukas mit dem Stier, einem traditionellen Opfertier, verbunden wird. Durch die empathische Hinwendung entsteht eine zusätzliche Dynamik. Auch Johannes wird nicht im typischen Autorenbild gezeigt, sondern wendet sich, nur gerade innehaltend, seinen Schülern zu, wodurch der Bildraum zum Betrachter hin geöffnet wird. Diese Dynamik, die bei jeder Figur individuell ist, verlebendigt die Figuren, statt sie, wie durch den Auftrag vorgegeben, in das starre Muster des Autorenbilds zu zwingen.
Hervorzuheben ist diesbezüglich auch die Proportionierung der Köpfe und Hände gegenüber der Gesamtgestalt. Die Hände aller Evangelisten sind sehr groß und die Finger sehr lang. Gleichzeitig sind die Arme, sowohl Ober- als auch Unterarm, sehr kurz. Darin entspricht Riemenschneider üblichen Darstellungsweisen der gotischen Skulptur, bei der weniger Wert auf anatomische Korrektheit gelegt wurde als vielmehr auf die bedeutenden Teile einer Figur und damit ihrer Aussagekraft. Allerdings gehört Riemenschneider zu denen, die zunehmend realistische Details in die deutsche spätgotische Skulptur einbrachten. Diese Tendenz, die ursprünglich aus der niederländischen Malerei, vor allem über den Oberrhein und namentlich Martin Schongauer Verbreitung fand, wurde durch die Loslösung der skulpturalen Figur aus seinem zuvor allein architektonischen Zusammenhang ermöglicht.
Doch die Proportionen fallen erst nach längerem Betrachten auf, da die Lebendigkeit der detailreichen Schnitzarbeit im Vordergrund steht und vermittelt. Die Evangelisten sind auch nicht erhaben oder prunkvoll, sondern als einfache Menschen der Zeit dargestellt. Riemenschneider konzentriert sich nicht auf teure Materialien, sondern auf die detaillierte Darstellung. Die vier verschiedenen Charakterdarstellungen wird Riemenschneider in seinem Werk in abgeänderter Form immer wieder verwenden. Es gibt keine eindeutig belegbare Riemenschneider-Werke, die vor dem Münnerstädter Altar, also zwischen 1485 und 1490, seinen ersten Jahren als Meister in Würzburg oder aus seinen Wanderjahren als Geselle entstanden sind. Gerade deswegen überrascht die Qualität dieses mutmaßlich ersten, großen Altars aus seiner Werkstatt.
Allen Figuren Riemenschneiders gemeinsam ist etwas leidvoll melancholischer Ausdruck, der sich vor allem in ihren Gesichtern manifestiert. Ihre stille wie „ergreifende“ Betrübnis vergegenwärtigt die Passion Christi, deren Zeuge sie waren und lädt zur Kontemplation ein. Erst die Farblosigkeit bringt die Feinheit der Ausführung und die Ausdruckskraft der Gesichter richtig zur Geltung, die mit der bis dahin üblichen farbigen Fassung auf Kreidegrund verloren gegangen wäre.

## Farbfassung der Figuren und Lichtsituation
Riemenschneiders Altar ist der erste erhaltene Lindenholzaltar ohne klassische Fassung oder Vergoldung. Stattdessen verwendete er beim Münnerstädter Altar einen ölhaltigen, braunen Leimüberzug. Die gute Oberflächenbehandlung bewirkt Stofflichkeit und macht im Zusammenspiel mit dem Licht einzelne Materialien wie Stoff, Haare, Haut auch ohne Farbfassung voneinander abgrenzbar. Der Vorteil ist, dass nicht mehrere Farbschichten und der Kreidegrund die feinen Einkerbungen (z. B. Fingernägel, Haare, Falten) verdecken. Stattdessen bietet die Lasur nur eine Schicht, die sehr viel dünner ist als die üblichen Fassungen, da sie teilweise in das Holz eingezogen ist und somit kaum schichtbildend ist.
Maler arbeiteten bis dahin mit den Bildschnitzern zusammen. Sie bedeckten die Skulpturen erst mit einem Kreidegrund und trugen danach die Farbschichten und teilweise auch Vergoldung auf. Da Bildschnitzer wie Riemenschneider dies mit einberechneten, gab es für sie keinen Grund feine Details auszuarbeiten. Sie wussten, dass diese unter den Schichten nicht mehr sichtbar gewesen wären. Es war also nicht die Aufgabe der Bildhauer, sondern der Maler, die vom Bildhauer angedeuteten Flächen und Stoffe voneinander durch Farbe zu trennen und Details mit Farbkontrasten anzudeuten.
Bei den Evangelisten werden Trennungen von Flächen nicht durch unterschiedliche Farben, sondern durch tiefe und weniger tiefe Einkerbungen oder durch glatte Holzflächen neben weniger glatten Oberflächen erbracht. Solange Skulpturen bemalt bzw. vergoldet wurden, war Riemenschneider gezwungen mit Malern zusammenzuarbeiten. Beide Gruppen (Maler und Bildhauer) waren aber in starkem Konkurrenzkampf auch innerhalb einer Zunft. Deswegen ist anzunehmen, dass der Verzicht auf eine Fassung bei Riemenschneider ab 1490 auch aus dem rein praktischen Interesse entstand, den Malern aus der St. Lukas Gilde zu entgehen und möglichst frei und nur mit den eigenen Gesellen aus der Werkstatt am Hochaltar zu arbeiten. Skulpturen wurden häufig mehrmals übermalt, nachdem die Farbe allmählich abblätterte oder sich der Stil der Zeit geändert hatte. Man kann sich kaum vorstellen, wie die Evangelisten mit Farbschichten ausgesehen haben mögen. Man hat die von Riemenschneider sorgfältig ausgearbeiteten Details wohl kaum noch sehen können.
Einige ältere Bücher zum Thema behaupten, dass Riemenschneider völlig auf Farbe verzichtete und seine „holzsichtigen“ Werke gar nicht behandelt hätte. Dass dies nicht stimmen kann, beweisen nicht nur Analysen der Figuren, sondern auch das Lindenholz selbst, welches deutlich heller ist und daher nicht annähernd so starke Kontraste zugelassen hätte, wie die Evangelisten sie heute aufweisen. Der Münnerstädter Altar war also nicht unbemalt. Die einfarbigen, nur mit einer ölhaltigen, braun pigmentierten Leimlasur behandelten Figuren erlauben ein besseres Zusammenspiel mit dem Licht als polychromierte Figuren das tun. Die holzsichtige Fassung der Figuren gibt ihnen Lebendigkeit. Die Einfarbigkeit und der Schnitzstil Riemenschneiders sorgen für gute Schatten und Lichtwirkung, die sich in der Kirche während der verschiedenen Tageszeiten veränderte, bei teilbewölktem Himmel oder bei flackerndem Kerzenlicht in der Kirche in ständigem Wechsel war. So muss man sich die Figuren am Originalstandort noch lebendiger vorstellen, als sie es im Museum je sein könnten. Da das Hauptlicht seitlich und von oben rechts auf den Altar fiel etwas schwächer auch von links oben, bekamen die Evangelistenfiguren in der Predella nur sehr wenig Licht ab und zwar nur auf den vorderen Teil der Figuren. Das sorgte nicht nur für großen Hell-Dunkelkontrast, sondern erklärt auch, warum der hintere Teil jeder Figur vernachlässigt (bzw. ausgehöhlt) werden konnte.
Alle Figuren sind auf das Hauptlicht von rechts oben hin gestaltet. Lukas’ Gesicht muss im Schatten bleiben, um das Melancholische am besten rüberzubringen. Johannes braucht das Licht von rechts oben, damit es genau auf sein Buch scheint. Auch Matthäus und Markus sind darauf angewiesen. Matthäus schaut genau in das Licht, also zu Gott und wird so von ihm inspiriert. Markus hingegen ist dem Licht so zugewandt, dass sein Gesicht ein Spiel von belichteten und unbelichteten Flächen ergibt und ein sehr belebtes Antlitz erzeugt. Auch der gute Zustand der Figuren zeigt einen weiteren Vorteil gegenüber gefassten Figuren. Die Evangelisten sind, obwohl sie aus über 500 Jahre altem Holz gemacht wurden, kaum rissig oder von Insekten befallen worden. Um möglichen Rissen vorzubeugen, wurden Lindenholz-Skulpturen, wie auch hier, häufig ausgehöhlt.
Im Auftrag der Kirche steht nichts von Einfarbigkeit oder farbiger Bemalung. Dies schließt nicht eindeutig aus oder ein, dass der Altar bemalt werden sollte oder nicht, da Bildschnitzer ihre Arbeiten nicht selbst fassen durften. Der niedrige Preis, den die Kirche Riemenschneider bezahlte, gibt aber eine Andeutung darauf, dass wohl ein unbemalter Altar verlangt wurde, da der Preis für Farben üblicherweise einberechnet wurde.
Aus der Perspektive der Zeit jedoch wurde Riemenschneiders Altar als „nicht vollendet“ angesehen, als er diesen fertigstellte. Das führte wohl auch dazu, dass der Altar schon zehn Jahre nach der Fertigstellung von Veit Stoß bemalt und vergoldet wurde. Außerdem zeigt es, dass Riemenschneider den Bildschnitzern seiner Zeit einen Schritt voraus war. Diese führten die Einfarbigkeit bei Altären erst rund 20 Jahre später allgemein ein.

## Reihenfolge der Evangelisten
Die ursprüngliche Aufstellung der Evangelisten ist strittig, denn weder im Auftrag wird sie festgelegt, noch geben die wenigen Beschreibungen aus der Zeit vor 1649 darüber Aufschluss. Generell werden die Evangelisten kaum erwähnt und im Vergleich zu den Reliefs und anderen Figuren des Altars nur als nebensächlich betrachtet. Auch wenn der Vertrag und Auftrag aus dem 15. Jahrhundert bis heute erhalten sind, gibt es die Visierung (also eine Skizze), die im Vertrag von Riemenschneider gefordert wird, nicht mehr; deswegen ist es nicht möglich zu rekonstruieren, in welcher Reihenfolge die Evangelisten ursprünglich aufgestellt wurden.
Klar scheint, dass Matthäus und Johannes an den äußeren Rändern gestanden haben müssen, um die Gruppen in sich selbst zu schließen. Darüber ist sich sowohl die ältere, als auch die gegenwärtige Forschung einig. Nun gibt es allerdings zwei Möglichkeiten, die mittleren Figuren Markus und Lukas aufzustellen. Für beide Varianten gibt es mögliche Erklärungen:
Peter Bloch behauptet, die Evangelisten wären schon immer in der kanonischen Reihenfolge ihrer Evangelien in der Bibel aufgestellt gewesen. Auch das Lexikon der Kunst bringt dieses Argument vor und zeigt, dass dies auch die historisch übliche Aufstellung wäre. Diese kanonische Reihenfolge, wie sie auch im Bode-Museum und in der Rekonstruktion in Münnerstadt heute zu sehen ist, teilt die Evangelisten in Zweiergruppen ein (Matthäus und Markus; Lukas und Johannes).
Bier hingegen geht von der zweiten möglichen Reihenfolge aus (Matthäus, Lukas, Markus, Johannes). Diese Komposition würde den Blick des Betrachters in die Mitte lenken aufgrund der Sitzposition der äußeren Evangelisten und der Kopfneigungen von Lukas und Markus. Auch Kurt Gerstenberg und Theodor Demmler plädierten für die von Bier angenommene Reihenfolge. Zusammengefasst behauptete Gerstenberg Folgendes: Die Evangelisten waren in Zweiergruppen angeordnet. Sie waren demnach einerseits paarweise angelegt: Matthäus und Lukas sowie Markus und Johannes. Dies ist anzunehmen, da der Stier von Lukas nach links in Richtung Matthäus blickt, während dieser nach rechts Richtung Lukas sieht. Johannes und Markus schauen ebenfalls in die jeweilige Richtung des Anderen. Durch die Anordnung Matthäus und Johannes an den äußeren Rändern, deren Blick in die Mitte der vier Evangelisten geht, ist aber auch die Gruppendynamik als Vierergruppe erkennbar. Möglicherweise wurden diese zwei Gruppenmöglichkeiten noch durch die fehlenden Symbole von Matthäus und Johannes verstärkt, die wahrscheinlich in den Zwischenräumen angeordnet wurden.

## Ikonographie (Symbole)

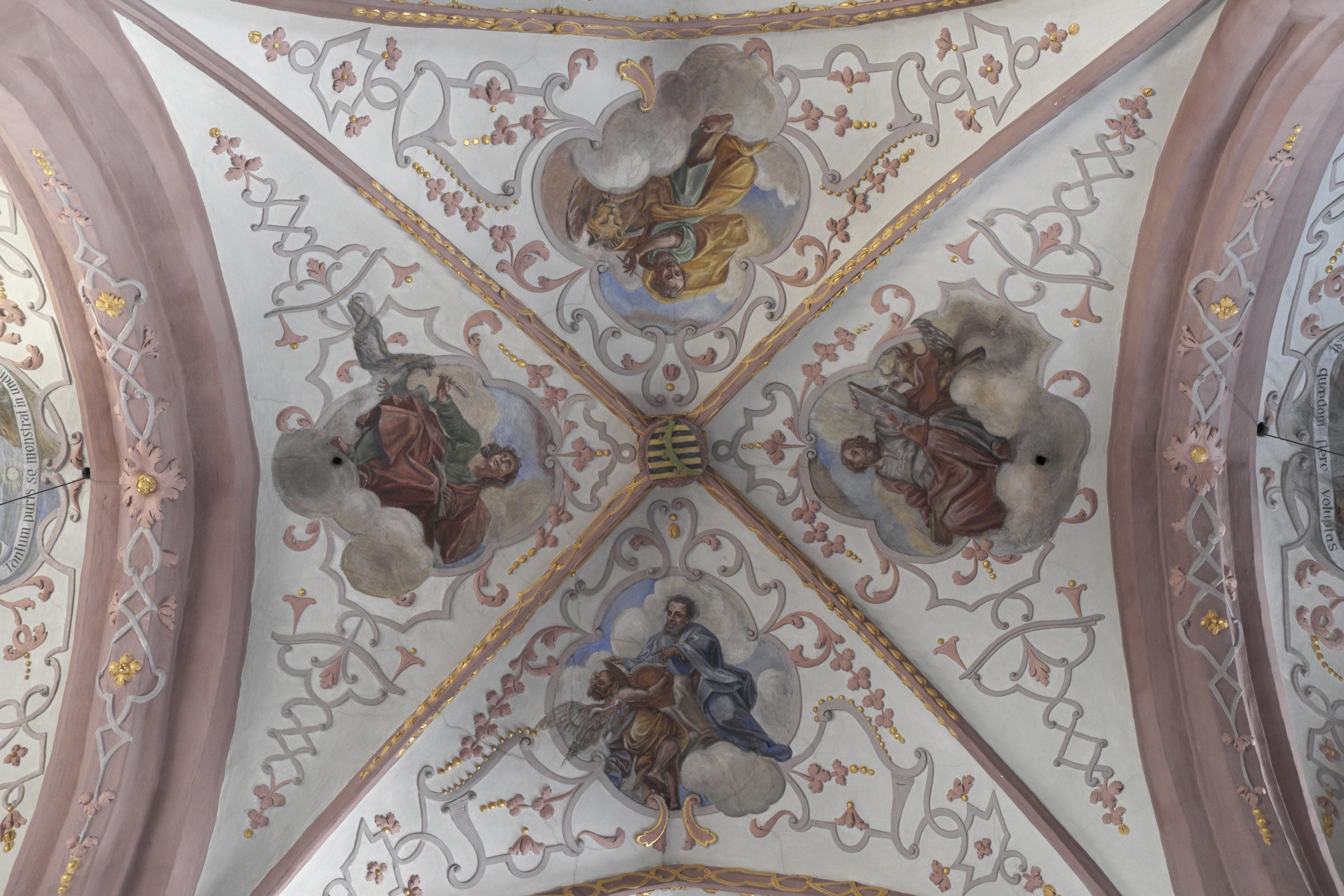
Die vier Evangelisten mit ihren jeweiligen Symbolfiguren, Deckenmalerei in der Spitalkirche Heilig Geist (Ingolstadt) um 1730/40

Die Evangelistensymbole (geflügelter Mensch, Löwe, Stier und Adler) tauchen ab dem 5. Jahrhundert auf und werden, vor allem im Westen Europas, zu wiederkehrenden Attributen. Die Symbole tauchen im Autorenbild auf und werden meistens mit ihrem Evangelisten verbunden. Teilweise ersetzen die Evangelistensymbole auch den Evangelisten und stehen für sich alleine, ebenfalls mit Schriftrolle oder Buch. Zunächst treten sie nicht in Beziehung zu den Evangelisten. In späteren Darstellungen sehen sie den Evangelisten häufiger an oder im Fall des Matthäus kann dessen geflügelter Mensch ihm auch etwas zur Inspiration ins Ohr flüstern. Nach christlicher Ikonographie haben die vier Symbole der Evangelisten in den meisten Fällen Flügel, nur selten wie in diesem Fall hat nur der Adler Flügel. Bei den Evangelisten von Riemenschneider haben merkwürdigerweise nur zwei der vier Evangelisten auch ein Symbol und diese verfügen nicht über Flügel.
Markus’ Löwe und Lukas’ Stier haben ursprünglich über Flügel verfügt, die nur eingesteckt waren und deswegen wohl auch verloren gegangen sind. Für das Fehlen der Symbole von Matthäus und Johannes gibt es zwei Erklärungsmöglichkeiten: zum einen die Möglichkeit diese seien verloren gegangen bzw. nicht erhalten geblieben, da sie anders als bei Markus und Lukas fliegend dargestellt wurden und deswegen getrennt von ihren Evangelisten hergestellt und aufgestellt wurden. Die zweite Möglichkeit ist, dass diese gar nicht erst von Riemenschneider angefertigt wurden. Man kann theoretisch auch ohne die Symbole Matthäus und Johannes voneinander unterscheiden. Johannes ist bartlos und Matthäus wird im klassischen Evangelistenbild mit Bart dargestellt. Eine Abweichung von dem Auftrag scheint erst einmal merkwürdig und nicht plausibel. Wenn man sich den Auftrag aber als Ganzes ansieht, fällt auf, dass Riemenschneider allein bei den Evangelisten an mindestens zwei Stellen selbstständig Änderungen vorgenommen hat. Für die Evangelisten hieß es im Auftrag, sie sollen in Brustbildern dargestellt werden und jeder sitzend an einem Pult mit seinem Attribut. Da weder Büsten noch Pulte (mit Ausnahme von Johannes) angefertigt wurden, liegt nahe, dass er auch bei den Attributen eigenständig Änderungen vornahm. Bier, der eine ausführliche Beschreibung und Analyse des Altars schrieb, äußerte wegen der Abweichung 1925 sogar Zweifel daran, dass die Figuren tatsächlich aus dem Münnerstädter Altar stammen. Diese Zweifel sind in der neueren Forschung ausgeräumt worden. Nach Bloch wurden die Attribute von Matthäus und Johannes in jedem Fall angefertigt. Diese wären über ihren Köpfen angebracht gewesen, deswegen seien ihre Köpfe leicht angehoben, da sie zu ihren Symbolen blickten. Die Evangelistensymbole werden seit dem 11. Jahrhundert den vier Hauptereignissen im Leben Jesu zugeordnet. Der Adler wird zur Himmelfahrt, der Stier zum Opfertod Jesu, der Löwe der Auferstehung, und der geflügelte Mensch der Menschwerdung Gottes zugeordnet.

## Provenienz und Geschichte der Figurengruppe im Zusammenhang mit dem Hochaltar

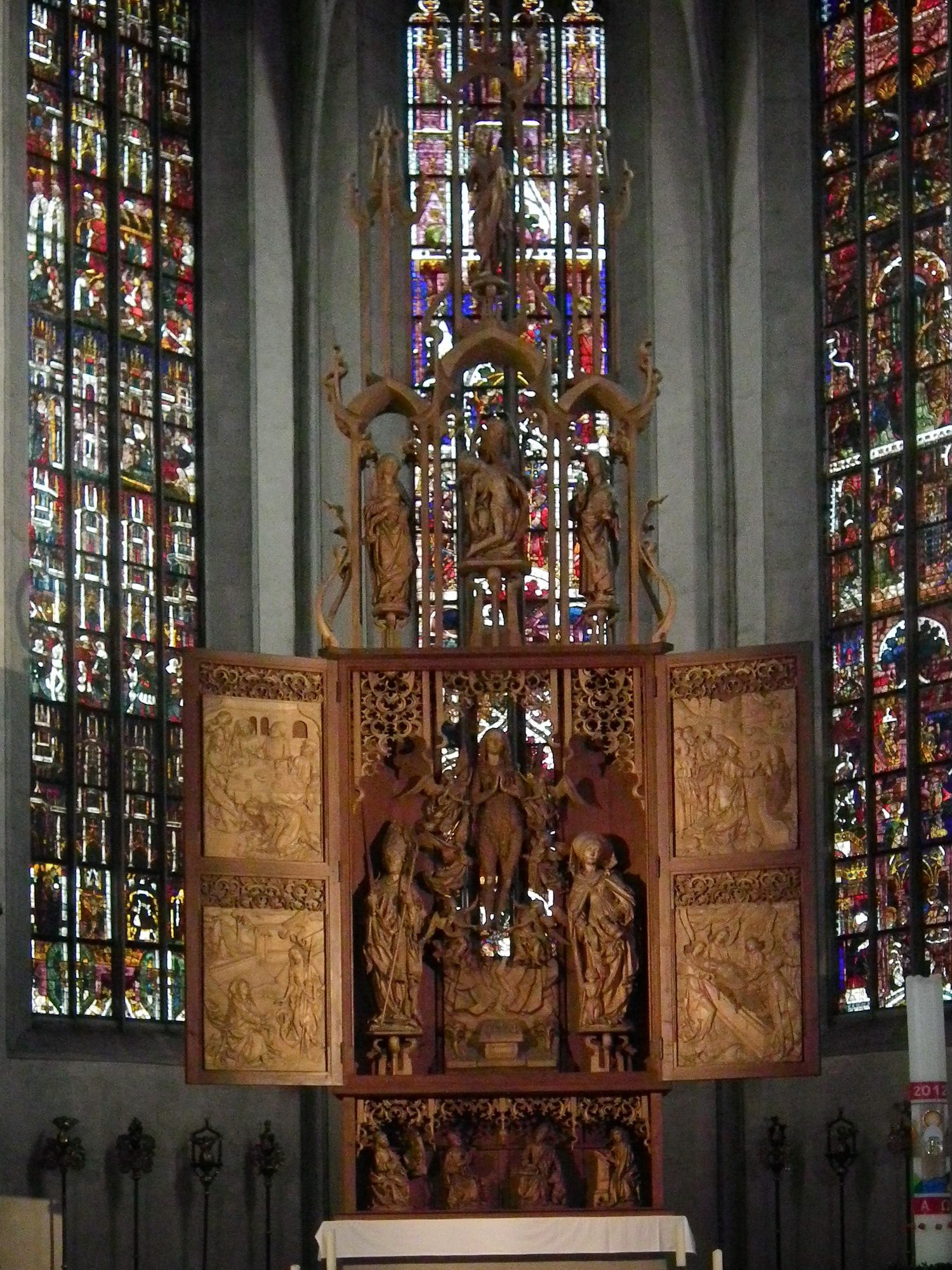
Der rekonstruierte Altar in der Kirche St. Maria Magdalena in Münnerstadt, die vier Evangelisten unten (Kopie)

Die Evangelisten von Tilman Riemenschneider sind ursprünglich kein eigenes Kunstwerk für sich, wie es an ihrem heutigen Standort im Bode-Museum auf den ersten Blick scheint. Sie sind aus der Predella des Hochaltars von Münnerstadt entnommen, den Riemenschneider in den Jahren 1490 bis 1492 anfertigte. Anders als die meisten Werke aus dieser Zeit, muss man dabei nicht eine Jahreszahl schätzen, da sich der Auftrag und auch ein Briefwechsel zwischen Auftraggeber und Handwerker erhalten haben. Dennoch stellt sich die Frage, welchen Teil des Altars er anfertigte, und welchen Teil er seinen Gesellen überließ. Riemenschneider hatte in einer Zeitspanne von nur 16 Jahren zwölf verschiedene Lehrlinge, was die Problematik der Zuordnung seiner Werke, in Abgrenzung zu den Werken seiner Werkstatt, verdeutlicht. Außerdem ist er damit der Meister mit den meisten Lehrlingen seiner Zunft gewesen. Besonders an Großaufträgen wie den Altären arbeitete er nicht alleine. „[D]er Vertragspartner konnte sich dazu verpflichten, die Arbeit mit seinen eigenen Händen auszuführen, … [a]llerdings war dies bei Skulptur nicht üblich.“ Dennoch war Justus Bier davon überzeugt, dass anders als die anderen Teile des Altars die Evangelisten von Riemenschneider selbst, nicht von seinen Gesellen angefertigt worden wären. Beweis dafür sei der starke Ausdruck ihrer Gesichter und die Feinheit, mit welcher Details herausgearbeitet wurden. Außerdem wird angenommen, dass Reliefs häufig von Riemenschneider nur entworfen und von Gesellen ausgeführt wurden. Schreinstatuen hingegen, wie die Evangelisten, wurden meistens von ihm selbst angefertigt.
Die Evangelisten verließen die Kirche in Münnerstadt bei der Neuordnung des Altares zwischen 1649 und 1653 und gelangten durch eine Auktion in Wien, im Jahr 1887, in den Besitz des Berlin Museums. Mit dem unteren Relief des linken Innenflügels befindet sich ein weiteres Originalteil des Altars ebenfalls im Bode-Museum, es zeigt Die Erscheinung Christi vor Maria Magdalena (Noli me Tangere). Acht weitere Originalteile gelangten in das Bayrische Nationalmuseum in München.
1945 wurden die Figuren zusammen mit dem Reichsbank-Goldschatz in den Schachtanlagen des Werra-Fulda-Kalireviers in der Nähe thüringischen Ortschaft Merkers eingelagert, wo sie am 8. April von amerikanischen Truppen der 3. US-Armee sichergestellt wurden.

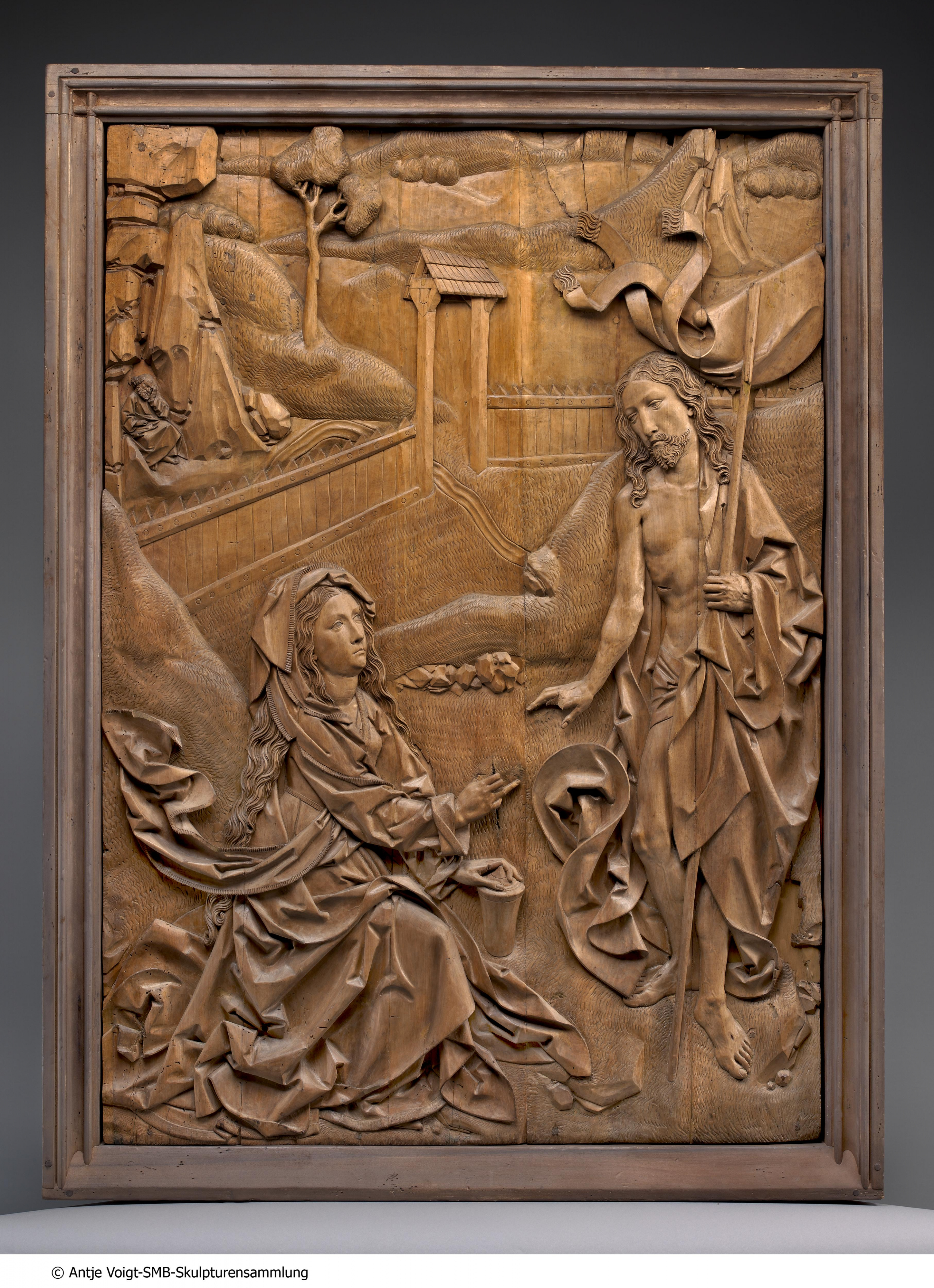
Relieftafel, Die Erscheinung Christi vor Maria Magdalena (1490–1492), Bode-Museum

Kopien der vier Figuren befinden sich seit 1981 wieder am ursprünglichen Standort in der Kirche St. Maria Magdalena in Münnerstadt. Sie wurden von Lothar Bühner angefertigt.